# Cile ai Giochi della IX Olimpiade
Il Cile partecipò ai Giochi della IX Olimpiade, svoltisi ad Amsterdam, Paesi Bassi, dal 28 luglio al 12 agosto 1928, con una delegazione di 38 atleti impegnati in 6 discipline, aggiudicandosi 1 medaglia d'argento.

## Medaglie
| Medaglia | Atleta       | Sport            | Evento   |
| -------- | ------------ | ---------------- | -------- |
| Argento  | Manuel Plaza | Atletica leggera | Maratona |